# Тимофей (Йовановский)
Митрополит Тимофей (макед. Митрополитот Тимотеј, в миру Славе Йовановский, макед. Славе Јовановски; 20 октября 1951, Младо-Нагоричане, Югославия — 25 ноября 2024, Скопье) — епископ Македонской православной церкви, митрополит Дебарский и Кический (1995—2024).

## Биография
Родился 20 октября 1951 года в Младо-Нагоричане.
В 1976 году окончил богословский факультет Скопского университета и трудился в Македонской архиепископии. Позднее окончил аспирантуру в Риме и преподавал в качестве профессора в Скопском университете.
10 сентября 1981 года в Бигорском монастыре был пострижен в монашество, 11 сентября был хиротонисан во иеродиакона, а 13 сентября в Кичевском монастыре — в сан иеромонаха. В достоинство архимандрита возведён в монастыре святого Наума.
20 сентября 1981 года в церкви святого Димитрия в Скопье был хиротонисан в сан епископа и возведён в достоинство митрополита Австралийского и Новозеландского, а 21 сентября 1981 года назначен администратором Дебарской и Кической митрополии.
Австралийской митрополией управлял до 1995 года, когда был назначен правящим архиереем Дебарской и Кической митрополии.
Также дважды был администратором Повардарской митрополии: с 1997 года до 13 февраля 2000 года, и с 5 июля 2002 года до 1 октября 2006 года.
В августе 2006 года в эфире радио «Свободная Европа» выступил за возобновление диалога с Сербской православной церковью о статусе православия в Республике Македонии при возможном посредничестве Русской православной церкви: «Считаю, что все открытые вопросы и проблемы решаются только посредством диалога» между МПЦ и СПЦ. Целью переговоров митрополит Тимофей назвал поиск «решения, которое удовлетворяло бы истине и справедливости, в то же время не отступая от векового национального права македонского народа». По его словам спорный вопрос о названии Церкви в Руспублике Маукедония быть решён при помощи двойного наименования «Македонская православная церковь — Охридская архиепископия», причём Церкви «греческого блока», которым «претит имя „Македонская“», могли бы употреблять вторую часть этого наименования. Вместе с тем митрополит Тимофей обвинил Сербскую церковь и сербское государство в осуществлении «единой стратегии, направленной на поддержку „квазицеркви“» во главе с «клириком СПЦ» Иоанном (Вранишковским), который, по мнению митрополита, «совершил серьёзное предательство македонского народа».
Умер 25 ноября 2024 года в возрасте 73 лет.